# Белорусский латинский алфавит

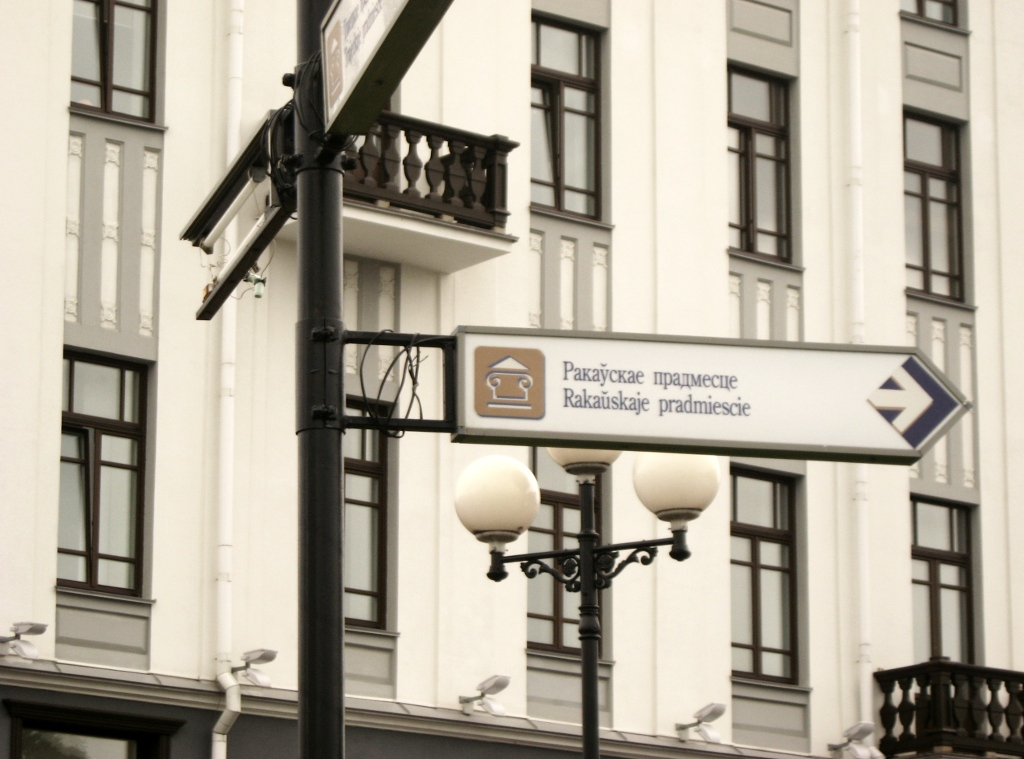
Указатель «Раковское предместье» в Минске с использованием не латинки, а транслитерации белорусского кириллического алфавита латиницей. Согласно традиционной латинке следовало бы писать pradmieście, т.к. в латинке (как и в тарашкевице) передаётся ассимиляционная мягкость согласных

Белорусский латинский алфавит, также известный как лати́нка либо лаци́нка (классич. бел. беларускі лацінскі альфабэт, лацінка; лац. biełaruski łacinski alfabet, łacinka) — вариант латинского алфавита для белорусского языка. Не следует путать с транслитерацией белорусского кириллического алфавита латиницей.

## Алфавит
Современный вариант белорусского латинского алфавита представляет собой традиционный латинский алфавит с добавлением букв č, š, ž, ć, ś, ź, ń, ŭ, ł. В заимствованиях могут использоваться Q, W и X. Всего в алфавите 32 буквы (без учёта диграфов и букв Q, X, W), 36 (с диграфами).
| A a   | B b | C c | Ć ć | Č č | D d   | Dz dz | Dź dź |
| Dž dž | E e | F f | G g | H h | Ch ch | I i   | J j   |
| K k   | L l | Ł ł | M m | N n | Ń ń   | O o   | P p   |
| R r   | S s | Ś ś | Š š | T t | U u   | Ŭ ŭ   | V v   |
| Y y   | Z z | Ź ź | Ž ž |     |       |       |       |

## История

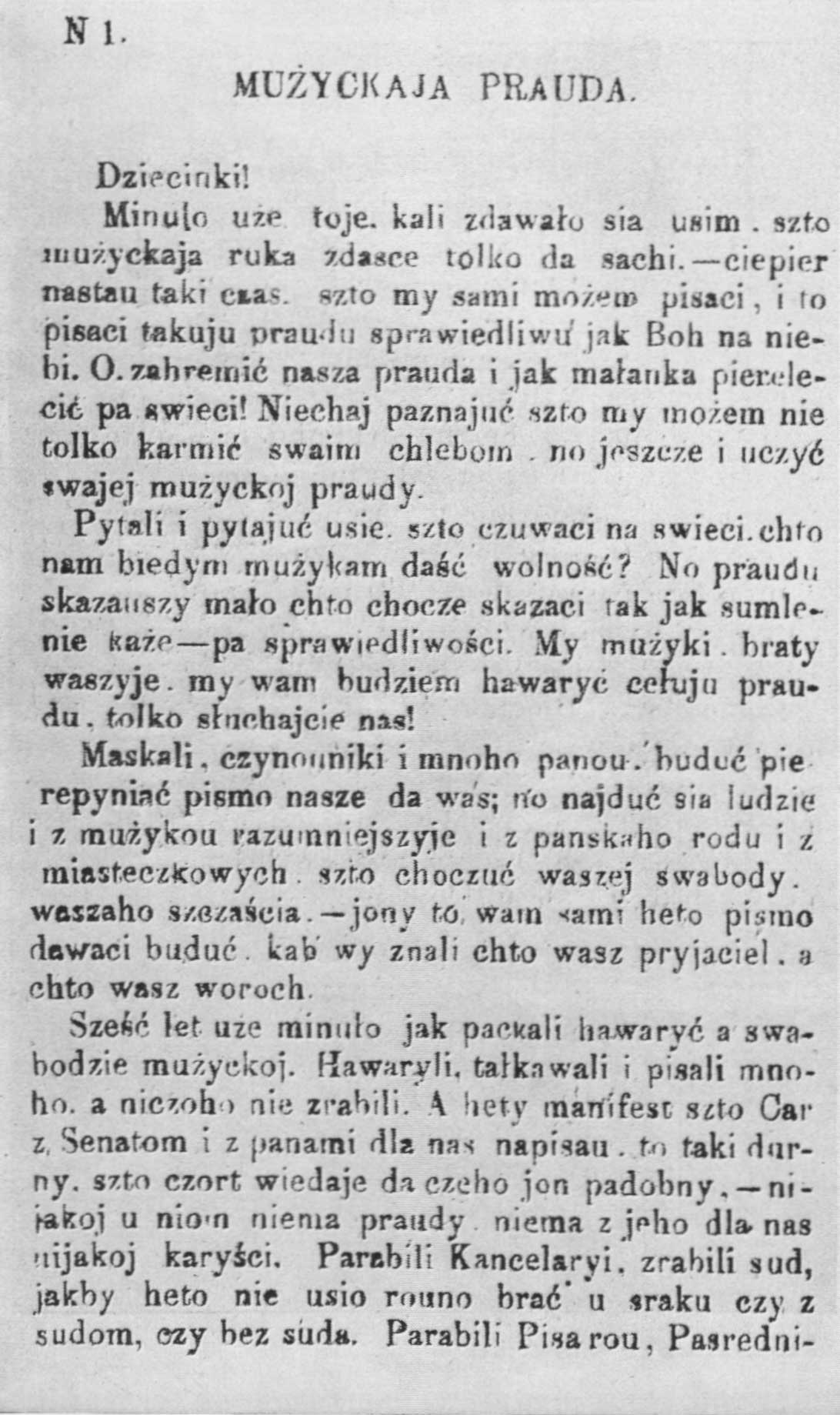
Страница газеты «Mużyckaja prauda» на белорусском языке с использованием польского алфавита (1863)

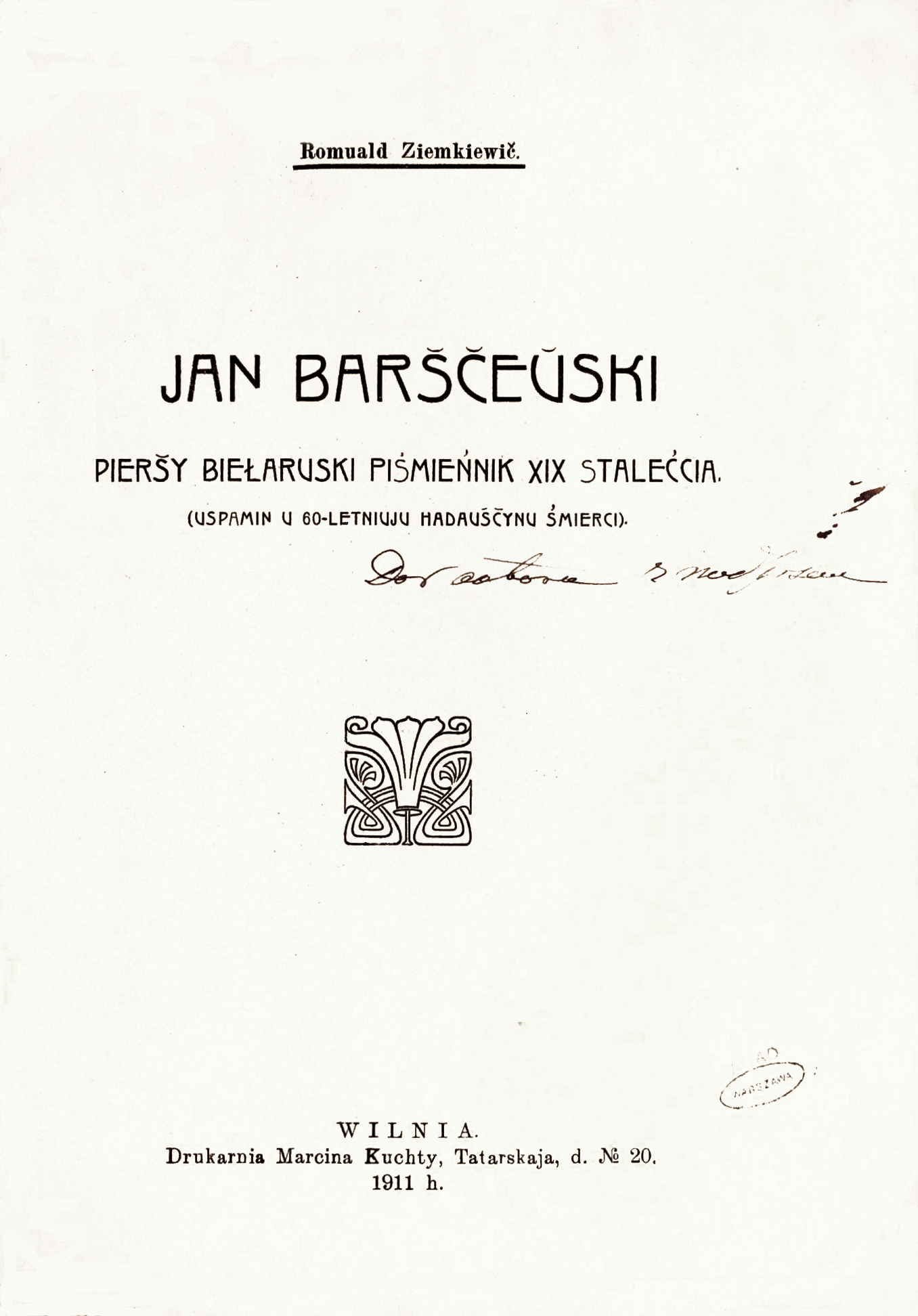
Книга Ромуальда Земкевича, посвящённая Яну Барщевскому, изданная в Вильне в 1911 г. с использованием белорусского латинского алфавита

Латинский алфавит иногда использовали с последней четверти XVI века для записи текстов на старобелорусском языке, для чего использовался польский алфавит. С использованием польского алфавита были написаны на уже белорусском языке некоторые произведения белорусской литературы XIX века, на нём издавалась первая газета на белорусском языке «Mużyckaja prauda» (1862—1863 годы). Параллельно на белорусском латинском алфавите и на белорусской кириллице выходила «Наша ніва» (1906—1915). 
Существовало несколько вариантов белорусского латинского алфавита. Сегодня официально принята система транслитерации белорусского кириллического алфавита латиницей, в значительной мере совпадающая с белорусским латинским алфавитом, она применяется для передачи латинским шрифтом белорусских географических названий.
Неслоговое «у» первоначально обозначалось, как и полная гласная, буквой u (иногда её особое произношение выражалось другим символом). Лишь в первом десятилетии XX века «латинка», являвшаяся собственно польским алфавитом, используемым для записи белорусского языка, была подвергнута существенной переработке в собственно белорусский алфавит, для чего вместо польских обозначений cz, sz, ż для шипящих [ч], [ш], [ж] были введены буквы č, š, ž с гачеком чешско-хорватского образца. Чуть позже вместо польского w стали писать v. Однако сохранилась польская буква ł (в польском языке она используется для обозначения полугласного [ў], а в восточных диалектах польского языка звучит как белорусская твёрдая [л]); при этом в белорусском латинском алфавите были сохранены польские буквы ć, ś, ź и ń.
| ˇ | ´    | ˘ | знак перечёркивания |
| - | ---- | - | ------------------- |
| Č | Ć    |   |                     |
| Š | Ś    |   |                     |
| Ž | Ź    |   |                     |
|   | Ń    |   |                     |
|   |      | Ŭ |                     |
|   | (Ĺ)* |   | Ł                   |

* Буква Ĺ используется только в официальной системе романизации белорусского кириллического алфавита
Следует отличать белорусскую латиницу (как орфографическую систему) от транслитерации белорусского алфавита латинским алфавитом. В официальной системе транслитерации географических названий буква ł не используется; твёрдость и мягкость l передаются аналогично остальным согласным (l — ĺ).

## Соответствие алфавитов латинки и кириллицы
| Латинка >> | Кириллица              | Кириллица >> | Латинка      |
| a          | а / я¹                 | а            | a            |
| b          | б                      | б            | b            |
| c          | ц                      | в            | v            |
| ć          | ць                     | г            | h / g²       |
| č          | ч                      | д            | d            |
| d          | д                      | дз           | dz / dź⁴     |
| dz         | дз                     | дж           | dž           |
| dź         | дзь                    | е            | je / ie / e³ |
| dž         | дж                     | ё            | jo / io / o³ |
| e          | э / е¹                 | ж            | ž            |
| f          | ф                      | з            | z / ź⁴       |
| g          | г (звук [ґ] взрывной)  | і            | i            |
| h          | г (звук [г] протяжный) | й            | j            |
| i          | і                      | к            | k            |
| ia         | я                      | л            | ł / l⁵       |
| ie         | е                      | м            | m            |
| io         | ё                      | н            | n / ń⁴       |
| iu         | ю                      | о            | o            |
| j          | й                      | п            | p            |
| ja         | 'я / я⁶                | р            | r            |
| je         | 'е / е⁶                | с            | s / ś⁴       |
| jo         | 'ё / ё⁶                | т            | t            |
| ju         | 'ю/ ю⁶                 | у            | u            |
| k          | к                      | ў            | ŭ            |
| l          | ль / л                 | ф            | f            |
| ł          | л                      | х            | ch           |
| m          | м                      | ц            | c            |
| n          | н                      | ч            | č            |
| ń          | нь                     | ш            | š            |
| o          | о / ё¹                 | ы            | y            |
| p          | п                      | ь            | —            |
| r          | р                      | э            | e            |
| s          | с                      | ю            | ju / iu / u³ |
| ś          | сь                     | я            | ja / ia / a³ |
| š          | ш                      | '            | —            |
| t          | т                      |              |              |
| u          | у / ю¹                 |              |              |
| ŭ          | ў                      |              |              |
| v          | в                      |              |              |
| y          | ы                      |              |              |
| z          | з                      |              |              |
| ź          | зь                     |              |              |
| ž          | ж                      |              |              |

¹ Первый вариант используется не после l; второй — после l
² Буква h используется для звука [г] протяжного; буква g — для звука [ґ] взрывного
³ Первый вариант используется в начале слова, после гласных, ў, ь и '; второй — после согласных (кроме ў и л); третий — после л
⁴ Первый вариант используется не перед ь; второй — перед ь
⁵ Буква ł используется перед а, о, у, ы, э и на конце слова; буква l — перед ь, е, ё, ю, я, і
⁶ Первый вариант используется после согласных (кроме ć, dź, l, ń, ś, ŭ и ź); второй — в начале слова, после гласных, ć, dź, l, ń, ś, ŭ и ź
⁷ Первый вариант используется в конце слова и перед согласными; второй — перед гласными